# Kevin Farrell
Kevin Joseph kardinál Farrell (* 2. září 1947 Dublin) je římskokatolický duchovní irského původu, který působil ve Spojených státech amerických. Od 1. září 2016 je prefektem Dikasteria pro laiky, rodinu a život.
Dne 19. listopadu 2016 jej papež František kreoval kardinálem a od 14. února 2019 byl jmenován camerlengem.